# Cryptus zeravshanicus
Cryptus zeravshanicus là một loài tò vò trong họ Ichneumonidae.